# Гай Кальпурний Пизон Фруги
Гай Кальпу́рний Пизо́н Фру́ги (лат. Gaius Calpurnius Pisō Frugi; умер незадолго до 4 августа 57 года до н. э.) — римский политический деятель из плебейского рода Кальпурниев Пизонов, из-за скоропостижной смерти достигший лишь квестуры (в 58 году до н. э.). Первый зять Марка Туллия Цицерона.

## Происхождение
Гай был представителем плебейского рода Кальпурниев, который вёл своё начало от Кальпа, легендарного сына Нумы Помпилия. Первым известным носителем когномена «Фруги» (Frugi) традиционно считается консул 133 года до н. э., получивший такое прозвище за личную порядочность. Одним из троих, известных истории, правнуков консула 133 года до н. э. и был Гай Кальпурний, отцом которого являлся претор 74 года до н. э.

## Биография
Первое упоминание о Пизоне в источниках относится к периоду его пребывания в должности монетного триумвира, где коллегой Кальпурния мог быть Марк Плеторий Цестиан. Учёные ориентировочно датируют это время 67 годом до н. э. (в историографии высказывались и предположения о 61 годе до н. э.). В конце 67 года Гай Кальпурний обручился с дочерью Цицерона Туллией, а к 63 году до н. э. женился на ней. В 59 году до н. э. был обвинён неким Луцием Веттием в подготовке покушения на жизнь Помпея, но дело не получило хода, поскольку доносчик умер в тюрьме.
Кальпурний был избран квестором на 58 год до н. э. и направлен в Вифинию и Понт, но отказался выехать в провинцию под предлогом содействия возвращению Марка Туллия Цицерона из ссылки. С этой целью он обращался за помощью к Гнею Помпею и своему родственнику, действующему консулу Пизону Цезонину, но особых успехов не добился.
Умер Пизон в первой половине 57 года до н. э., незадолго до возвращения Цицерона. В браке с Туллией, скорее всего, детей не имел.

## Оценки личности
Известно, что Кальпурний усердно занимался ораторским искусством и достиг в этом значительных успехов. Кроме того, имел репутацию порядочного и доблестного молодого человека.